# إدوارد كولمان (رجل حاشية)
كان إدوارد كولمان (17 مايو 1636 - 3 ديسمبر 1678) رجل حاشية كاثوليكي إنجليزي في عهد تشارلز الثاني ملك إنجلترا. وقد شُنق، وسُحب، وقطع إلى أرباع بتهمة الخيانة، بعد توريط تيتوس أوتس له في اتهاماته الكاذبة بشأن مؤامرة بابوية (كاثوليكية). وهو شهيد كاثوليكي، طوَّبه البابا بيوس الحادي عشر عام 1929.

## حياته
وُلِد في برنت إيلي، سوفولك، ابنًا للكاهن (القس) المحلي توماس كولمان وزوجته مارغريت ويلسون؛ وكان ابن عم نائب سالزبوري في البرلمان، ريتشارد كولمان. التحق بكلية الثالوث، كامبريدج، وحصل على درجة الماجستير عام 1659. تحول كولمان، الذي تربى بصفته بروتستانتيًا متزمتًا، إلى الكاثوليكية الرومانية في أوائل ستينيات القرن السابع عشر. وصف بكونه رجلًا يتمتع بقدر كبير من الكياسة(السحر) والاقتدار، ولكنه يفتقر إلى الحس السليم أو الواقعية السياسية. دعاه السير روبرت ساوثويل، الذي عرفه جيدًا، بأنه «رجل خليق بأن يلقي نفسه في المتاعب». كان متزوجًا: وُصفت زوجته بكونها امرأة على قدر كبير من الكياسة (السحر)، لكن على ما يبدو لا يُعرف عنها الكثير غير ذلك. كان مظهره شاحبًا وهزيلًا بشكل لافت للنظر، قيل لممارسته الصيام المنتظم؛ ووجهه الأبيض أكثر وضوحًا لارتدائه دائمًا جمةً سوداء.

## مساره المهني
أصبح حارسًا شخصيًا لتشارلز الثاني في يونيو 1661. كان داعيةً جذابًا للقضية الكاثوليكية إذ ينسب إليه الفضل في العديد من تحولات الأشخاص البارزين، بما في ذلك ربما الملك المستقبلي جيمس الثاني. عيّنه جيمس عام 1673 سكرتيرًا لزوجته، ماري من مودينا، رغم تحذيرات من عدة جهات، بما في ذلك تشارلز الثاني نفسه، بأنه ليس رجلاً يمكن الوثوق به.
وُصف تمرير مرسوم الاختبار في العام نفسه، باستثناء الكاثوليك من المناصب العامة، بأنه ضربة مبعثرة لآماله في مستقبل سياسي مهم، وحكم عليه بحياة «المؤامرات الخفية (الدسائس)»، ما لم يتمكن من الحصول على إلغاء للقانون. يفسر هذا جهوده المتكررة للحصول على حل برلمان الفرسان، رغم أن اعتقاده بأن البرلمان الجديد سيميل إلى إلغاء مرسوم الاختبار لم يشاركه أحد فيه على ما يبدو. كانت مؤامراته سيئة الحكم لدرجة أنها أدت إلى تمرير برلمان الفرسان في جلسته الأخيرة لقانون اختبار ثانٍ أكثر تشددًا، بينما كان البرلمان التالي، الذي انتُخب بعد موت كولمان، مخالفًا تمامًا لتوقعاته إذ كان أكثر عداءً للكاثوليكية من سلفه.